# 中野善夫
中野 善夫（なかの よしお、1963年 - ）は、日本の生化学者。日本大学歯学部歯学科教授 を務め、英米幻想文学研究家、翻訳家としても活動している。
1963年にアメリカ合衆国・テキサス州ヒューストンで生まれ、立教中学校・立教高等学校を経て、1986年に立教大学理学部化学科を卒業後、1991年に同大学院理学研究科化学専攻博士課程後期課程を修了し、理学博士の学位を取得した。テキサス大学ヘルスサイエンスセンター歯学部小児歯科研究員、九州大学歯学部予防歯科学講座助手、講師、九州大学大学院歯学研究院口腔保健推進学講座助教授を経て、2009年日本大学歯学部歯学科准教授、2016年10月教授。
小川隆主催のSFファングループ「ぱらんてぃあ」で活動し、後に『S-Fマガジン』でファンタジー本のレビューを担当している。

## 翻訳
- 『漁師とドラウグ』 ヨナス・リー、国書刊行会、魔法の本棚） 1996
- 『小さな吹雪の国の冒険』（西崎憲共編訳、筑摩書房、英国短篇小説の愉しみ2） 1999
- 『輝く草地』（西崎憲共編訳、筑摩書房、英国短篇小説の愉しみ3） 1999
- 『魔法使いとリリス』（シャロン・シン、早川書房、ハヤカワ文庫FT） 2003
- 『夢見る人の物語』（ロード・ダンセイニ、共編訳　河出文庫） 2004
- 『世界の涯の物語』 （ロード・ダンセイニ、共編訳、河出文庫） 2004
- 『怪奇礼讃』 （E・F・ベンスン他、吉村満美子共編訳、東京創元社、創元推理文庫） 2004
- 『時と神々の物語』（ロード・ダンセイニ、中村融・安野玲・吉村満美子共編訳、河出文庫） 2005
- 『最後の夢の物語』 （ロード・ダンセイニ、安野玲・吉村満美子共編訳、河出文庫） 2006
- 『インクリングズ　ルイス、トールキン、ウィリアムズとその友人たち』（ハンフリー・カーペンター、市田泉共訳、河出書房新社） 2011
- 『教皇ヒュアキントス ヴァーノン・リー幻想小説集』（ヴァーノン・リー、国書刊行会） 2015
- 『ウィスキー&ジョーキンズ ダンセイニの幻想法螺話』（ロード・ダンセイニ、国書刊行会） 2015
- 『塔の中の部屋』（E・F・ベンスン、圷香織・山田蘭・金子浩共編訳、アトリエサード、ナイトランド叢書） 2016
- 『夢のウラド 幻想小説集』（フィオナ・マクラウド, ウィリアム・シャープ、国書刊行会） 2018。
没後に二人の著者は同一人物であることが明かされた。
- 『ジャーゲン マニュエル伝』（ジェイムズ・ブランチ・キャベル、国書刊行会） 2019
- 『ダフォディルの花  ケネス・モリス幻想小説』（館野浩美共訳、国書刊行会） 2020
- 『骸骨 ジェローム・K・ジェローム幻想奇譚』（国書刊行会） 2021
- 『ビロードの耳あて　イーディス・ウォートン綺譚集』（国書刊行会） 2024